# Rare Beasts
Rare Beasts é um filme de comédia dramática britânico de 2019 escrito, dirigido e estrelado por Billie Piper. O elenco também conta com Lily James, David Thewlis, Leo Bill, Kerry Fox e Toby Woolf.
O filme estreou no Festival de Cinema de Veneza em 31 de agosto de 2019, recebendo posteriormente um lançamento simultâneo nos cinemas e via streaming em 21 de maio de 2021 no Reino Unido.

## Elenco
- Billie Piper como Mandy
- Leo Bill como Pete
- David Thewlis como Vic
- Lily James como Cressida
- Kerry Fox como Marion
- Toby Woolf como Larch
- Jonjo O'Neill como Dougie
- Antonia Campbell-Hughes como Cathy
- Montserrat Lombard como Val
- Mariah Gale como Vanessa
- Michael Elwyn como Bertie

## Recepção
No Rotten Tomatoes, o filme tem um índice de aprovação de 59% com base em 32 críticas, com uma nota média de 5,70 de 10. O consenso da crítica diz: "A visão admiravelmente ousada de direção de Billie Piper não é o suficiente para conter o tratamento frustrantemente superficial em Rare Beasts de seus temas mais pesados".